# Girl Play
Girl Play is een Amerikaanse romantische komedie uit 2004, geregisseerd door Lee Friedlander.

## Verhaal
Robin, die getrouwd is, en Lacie, een jonge vrouw die nog nooit een duurzame relatie heeft gehad, worden als lesbische minnaars gecast in een toneelstuk in Los Angeles. Onschuldig zal regisseur Gabriel de twee actrices tijdens repetities bij elkaar brengen. Al snel vinden de twee vrouwen elkaar steeds vaker en voelen ze zich onmiskenbaar tot elkaar aangetrokken. Ze vragen zich af of deze relatie tot stand is gekomen omwille van de rol, of is het werkelijk liefde?

## Rolverdeling
| Acteur               | Personage           |
| -------------------- | ------------------- |
| Robin Greenspan      | Robin               |
| Lacie Harmon         | Lacie               |
| Dom DeLuise          | Gabriel             |
| Lyn Alicia Henderson | knappe vrouw in bar |
| Sara Bareilles       | zangeres in bar     |

## Release
De film ging in première op 11 juli 2004 op het L.A. Outfest.

## Ontvangst
Op Rotten Tomatoes heeft Girl Play een waarde van 45% en een gemiddelde score van 4,00/10, gebaseerd op 11 recensies. Op Metacritic heeft de film een gemiddelde score van 37/100, gebaseerd op 8 recensies.

## Prijzen en nominaties
| Jaar | Prijs                                                  | Categorie                                            | Genomineerde(n)                                 | Uitslag  |
| ---- | ------------------------------------------------------ | ---------------------------------------------------- | ----------------------------------------------- | -------- |
| 2004 | L.A. Outfest                                           | Beste lesbische verhalende speelfilm (publieksprijs) | Lee Friedlander                                 | Gewonnen |
| 2004 | L.A. Outfest                                           | Beste actrice in een speelfilm (grote juryprijs)     | Robin Greenspan & Lacie Harmon                  | Gewonnen |
| 2004 | NewFest: New York's LGBT Film Festival                 | Beste speelfilm (publieksprijs)                      | Lee Friedlander, Gina G. Goff & Laura A. Kellam | Gewonnen |
| 2004 | Tampa International Gay and Lesbian Film Festival      | Beste speelfilm (juryprijs)                          | Lee Friedlander, Gina G. Goff & Laura A. Kellam | Gewonnen |
| 2004 | Tampa International Gay and Lesbian Film Festival      | Beste speelfilm (publieksprijs)                      | Lee Friedlander, Gina G. Goff & Laura A. Kellam | Gewonnen |
| 2004 | Tampa International Gay and Lesbian Film Festival      | Beste regisseur (juryprijs)                          | Lee Friedlander                                 | Gewonnen |
| 2004 | Tampa International Gay and Lesbian Film Festival      | Beste actrice (juryprijs)                            | Lacie Harmon                                    | Gewonnen |
| 2005 | Fort Worth Gay and Lesbian International Film Festival | Beste speelfilm (publieksprijs)                      | Lee Friedlander, Gina G. Goff & Laura A. Kellam | Gewonnen |
| 2005 | Imaginaria Film Festival                               | Beste speelfilm (publieksprijs)                      | Lee Friedlander, Gina G. Goff & Laura A. Kellam | Gewonnen |
| 2005 | Philadelphia International Gay & Lesbian Film Festival | Beste speelfilm (publieksprijs)                      | Lee Friedlander, Gina G. Goff & Laura A. Kellam | Gewonnen |